# Phoroncidia spissa
Phoroncidia spissa là một loài nhện trong họ Theridiidae.
Loài này thuộc chi Phoroncidia. Phoroncidia spissa được Hercule Nicolet miêu tả năm 1849.